# Эвкалипт скученный
Эвкалипт скученный (лат. Eucalyptus aggregata) — вечнозеленое дерево, вид рода Эвкалипт (Eucalyptus) семейства Миртовые (Myrtaceae).

## Распространение и экология
В природе ареал вида включает в себя австралийские штаты Тасмания, Новый Южный Уэльс и Виктория.
Поднимается на высоту 600—1200 м над уровнем моря.
Встречается на влажных, аллювиальных низинах, по берегам рек.
Считается морозостойким видом. Относительно устойчив к кратковременным морозам, понижение температуры до −9,5… −7,5 °C переносит без повреждений; при −11… −10 °C частично обмерзают листья.
На равнине в благоприятных условиях за 7 лет достигает высоты 8—9 м, при диаметре ствола 12—15 см; в десятилетнем возрасте — высоты 14 м, при диаметре ствола в 30 см. На склонах с глинистой почвой растёт хуже.

## Ботаническое описание
Дерево высотой до 45 м. Ствол прямостоящий или искривлённый.
Кора грубая, тёмно-серая, опадает завитыми кусками.
Молодые листья супротивные, в числе 4—5 пар, короткочерешковые, яйцевидные или округлые, длиной 4—6 см, шириной 1,5—3,5 см, зелёные или с лёгким сизоватым оттенком. Промежуточные листья от яйцевидных до узко-ланцетных. Взрослые — очерёдные, черешковые, узко-ланцетные или серповидно-ланцетные, длиной 7—12 см, шириной 1,5—2,5 см, тёмно-зелёные.
Зонтики пазушные, 4—8-цветковые, на тонкой ножке длиной 4—6 мм. Бутоны эллиптические, длиной 3—4 мм, диаметром 4—5 мм; крышечка коническая, равная или немного длиннее трубки цветоложа; пыльники обратнояйцевидные, открывающиеся продольными щелями, с шаровидной железкой.
Плоды на коротких плодоножках, полушаровидные или почти шаровидные, длиной 4 мм, диаметром 5 мм, диск остросрезанный или слабо выпуклый с тремя створками.
На родине цветёт в декабре — январе; на Черноморском побережье Кавказа — в июне — августе.

## Значение и применение
Древесина светлая, непрочная.
Листья содержат эфирное (эвкалиптовое) масло, состоящее из пинена, амил-алкоголя, амил-эвдесмола и амил-фенилацетата; цинеол отсутствует.

## Таксономия
Вид Эвкалипт скученный входит в род Эвкалипт (Eucalyptus) подсемейства Myrtoideae семейства Миртовые (Myrtaceae) порядка Миртоцветные (Myrtales).
|  |                                      |  |                                                             |                                                             |                    |  | ещё 13 семейств (согласно Системе APG II) | ещё 13 семейств (согласно Системе APG II)    |                                              |  |  |  | ещё 130 родов       | ещё 130 родов          |  |  |
|  |                                      |  |                                                             |                                                             |                    |  | ещё 13 семейств (согласно Системе APG II) | ещё 13 семейств (согласно Системе APG II)    |                                              |  |  |  | ещё 130 родов       | ещё 130 родов          |  |  |
|  |                                      |  |                                                             | порядок Миртоцветные                                        |                    |  |                                           |                                              | подсемейство Myrtoideae                      |  |  |  |                     | вид Эвкалипт скученный |  |  |
|  |                                      |  |                                                             | порядок Миртоцветные                                        |                    |  |                                           |                                              | подсемейство Myrtoideae                      |  |  |  |                     | вид Эвкалипт скученный |  |  |
|  | отдел Цветковые, или Покрытосеменные |  |                                                             |                                                             | семейство Миртовые |  |                                           |                                              | род Эвкалипт                                 |  |  |  |                     |                        |  |  |
|  | отдел Цветковые, или Покрытосеменные |  |                                                             |                                                             |                    |  |                                           |                                              |                                              |  |  |  |                     |                        |  |  |
|  |                                      |  | ещё 44 порядка цветковых растений (согласно Системе APG II) | ещё 44 порядка цветковых растений (согласно Системе APG II) |                    |  |                                           | ещё 1 подсемейство (согласно Системе APG II) | ещё 1 подсемейство (согласно Системе APG II) |  |  |  | ещё более 700 видов |                        |  |  |
|  |                                      |  |                                                             | ещё 44 порядка цветковых растений (согласно Системе APG II) |                    |  |                                           |                                              | ещё 1 подсемейство (согласно Системе APG II) |  |  |  |                     |                        |  |  |